# Kabansk
Kabansk – wieś w Rosji, w Buriacji, 120 km na północny zachód od Ułan-Ude. W 2002 liczyło 6373 mieszkańców.